# Lamanère
Lamanère (La Menera, nombre original en catalán) es una comuna francesa situada en el departamento de Pyrénées-Orientales en la región de Languedoc-Roussillon (comarca histórica del Vallespir). Sus habitantes reciben el nombre de Lamanérois.

## Geografía
El punto más meridional de la Francia continental, puig de Coma Negra, se encuentra al sur de la comuna.

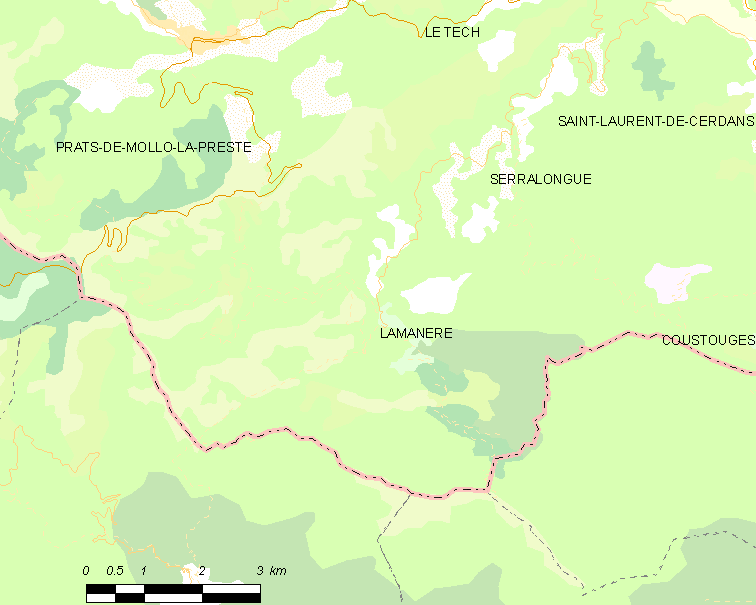
Situación de Lamanère

## Administración
| Período                                         | Identidad         | Partido | Autoridad |
| ----------------------------------------------- | ----------------- | ------- | --------- |
| marzo de 2001-2008                              | Marie-France Figa |         |           |
| marzo de 2008                                   | Agnès Parayre     |         |           |
| Los datos anteriores todavía no han sido dados. |                   |         |           |

## Demografía
| Año  | Habitantes |
| ---- | ---------- |
| 1962 | 28         |
| 1968 | 113        |
| 1975 | 74         |
| 1982 | 60         |
| 1990 | 37         |
| 1999 | 44         |